# Batalla de les Termòpiles (1941)
|  | Aquest article tracta sobre la batalla de 1941. Vegeu-ne altres significats a «Batalla de les Termòpiles». |